# Na Cidade Vazia
Na Cidade Vazia é um filme luso-angolano do género drama, realizado e escrito por Maria João Ganga no ano de 2004. Foi galardoado com o Prémio Nacional de Cultura e Artes de Angola.

## Elenco
- Júlia Botelho como Rosita
- Ana Bustorff como Freira
- Domingos Fernandes Fonseca como Zé
- Roldan João como N'dala
- Raúl Rosário como Joka